# The Century Magazine

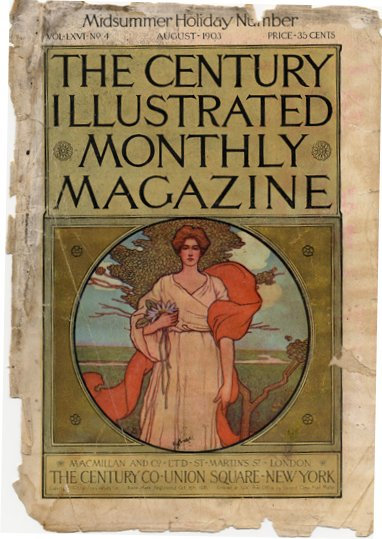
Augustheft 1903: The Century Magazine

Louis Rhead: Dezemberheft 1894: The Century Magazine

The Century Magazine war eine amerikanische illustrierte literarische und politische Monatszeitschrift, die von 1881 bis 1930 in New York erschien.

## Verlagsgeschichte
1870 bis 1881 hatte Josiah Gilbert Holland Scribner's Monthly Magazin herausgegeben. Nach Hollands Tod im Jahr 1881 brachte Scribner als Monthly-Nachfolger das Century Magazine auf den Markt. Herausgeber des Century Magazines waren bis 1909 Richard Watson Gilder (1844–1909) und bis Mai 1913 Robert Underwood Johnson (1853–1937). 1918 wurde nach etlichen editorischen Modifikationen Glenn Frank (1887–1940) Mitherausgeber und ab 1921 Chefredakteur. 1930 wurde die Zeitschrift vom Magazin The Forum unter dem Herausgeber Henry Goddard Leach (1880–1970) übernommen.

## Autoren (Auswahl)
Richard Watson Gilder brachte in den 1880er Jahren über drei Jahre hinweg Beiträge zum Amerikanischen Bürgerkrieg heraus. Gilders Verdienst war, dass sowohl prominente Autoren der Nord- als auch der Südstaaten zu Wort kamen. Ebenfalls über drei Jahre lief der Abdruck von Auszügen aus John Hays und John George Nicolays Lincoln-Biografie. Gleichfalls in den 1880ern schrieb George Kennan über seine Reisen nach Kamtschatka und Sibirien. Das Leben der vom russischen Zaren verbannten Revolutionäre kam zur Sprache. In den Jahren 1902 bis 1904 schrieben Justin Harvey Smith über die Amerikanische Revolution und Silas Weir Mitchell über Washington als junger Mann.
Edison unterstützte eine Aufklärungskampagne des Magazins über die Röntgenstrahlen. Die Brüder Wright schilderten im September 1908 die Entwicklung ihres Wright Model A Flugzeugs. Tesla schrieb populär über „das Problem der Erhöhung der menschlichen Energie“. Dem Genetiker J. B. S. Haldane wurde im Jahr 1923 sogar die Verbreitung marxistischer Gedanken gestattet.
Die Liste der Century-Autoren aus den Fächern Literatur und Kunst ist lang. Erwähnenswert sind Werkauszüge von Mark Twain, Henry James, Jack London, Ellis Parker Butler, Alexander Wilson Drake, Clarence Cook und Marjorie Pickthall. Es illustrierten Jay Hambidge, May Wilson Preston, Florence Scovel Shinn, Frederic Dorr Steele, Frederic Rodrigo Gruger, Ernest Leonard Blumenschein und Oscar Cesare. Ein Artikel zum Schaffen des Malers Rockwell Kent in Feuerland erschien. Als Antonín Dvořák sich in den 1890er Jahren in New York aufhielt, schrieb er für Century, u. a. über Franz Schubert.